# Chagi
Chagi är det koreanska ordet för spark. Termen används inom bland annat taekwondo och hapkido.
Chagi ska inte förväxlas med chigi, som är ett slag eller krokslag som inte börjar från höften.